# Kenney Walker
Kenneth Walker, detto Kenney (Wickliffe, 23 dicembre 1988), è un ex calciatore statunitense, di ruolo centrocampista.

## Carriera
Ha giocato negli USA con Chicago Fire Premier, LA Galaxy (anche nella formazione riserve), in prestito al Ft. Lauderdale Strikers e al Carolina RailHawks e dal 2016 al FC Cincinnati.
Con i Galaxy ha partecipato anche a due edizioni della CONCACAF Champions League.
Dal dicembre 2018 si è trasferito agli Indy Eleven.

## Palmarès
- Campionato MLS: 1

LA Galaxy: 2014